# Giovanni Matteo Cariofilo
Giovanni Matteo Cariofilo o Cariofilli (in latino Johannes Matthaeus Caryophilus; in greco Ιωάννης Ματθαίος Καρυοφύλλης?, Iōánnīs Mattháios Karyophýllīs; La Canea, 1565 – Roma, 23 maggio 1633) è stato un arcivescovo cattolico, traduttore e umanista greco naturalizzato italiano.

## Biografia
Nato a La Canea, nell'isola di Creta, allora possedimento della Repubblica di Venezia, studiò a Roma presso il Pontificio Collegio Greco dove divenne celebre per la sua conoscenza del greco, del latino e delle lingue orientali e per la sua competenza teologica. Fu inviato come missionario nel suo paese ma gli scarsi risultati della missione lo indussero a ritornare in Roma dove insegnò presso il Pontificio Collegio Greco. Prese successivamente servizio presso i cardinali Pietro Aldobrandini e Francesco Barberini. Il cardinale Francesco Sacrati lo consacrò arcivescovo in partibus di Iconio. Morì sotto il pontificato di Urbano VIII nel 1633.

## Opere
Il cardinale Francesco Barberini nipote di Urbano VIII, al quale Cariofilo era particolarmente legato, lo indusse a pubblicare numerose opere sia in greco sia in latino:
- Una traduzione dal greco in latino della Vita di San Nilo il Giovane (Roma 1624);
- Confutatio Nili Thessalonicensis gr. lat. (Parigi 1626);
- Pubblicò per la prima volta sulla base di un manoscritto della Biblioteca Vaticana Le lettere greche di Temistocle alle quali aggiunse una traduzione latina ed alcune varianti in margine al testo greco (Roma 1626);
- Questa sua traduzione venne ripubblicata nell'edizione di Francoforte del 1629 nella quale furono soppresse le varianti, che vennero omesse anche nella successiva edizione eseguita a Lipsia nel 1710, pubblicata da Christian Schöttgen che vi aggiunse parecchie note e una prefazione;
- un'edizione critica con traduzione latina degli Atti del Concilio di Firenze;
- Caldeae seu aethiopicae linguae institutiones (Roma 1638);
- Refutatio pseudo-christianae catechesis editae a Zacaria Gergano graeco, gr. lat. (Roma 1631);
- Censura confessionis fidei, seu potius perfidiae calvinianae, quae sub nomine Cyrilli patriarchae constantinopolitani edita circumfertur (Roma 1631);
- Tradusse in italiano la Dottrina cristiana del cardinale Bellarmino e vi aggiunse una versione siriaca (Roma 1633);
- Pubblicò un volume di versi greci e latini intitolato Noctes tusculanae;
- Curò un'edizione critica delle opere di Giorgio Scolario, di Giuseppe vescovo di Modone, di Gregorio Protosincello, di Nilo il Giovane e della catena greca di Procopio sul Cantico dei Cantici.

## Genealogia episcopale
La genealogia episcopale è:
- Cardinale Guillaume d'Estouteville, O.S.B.Clun.
- Papa Sisto IV
- Papa Giulio II
- Cardinale Raffaele Sansone Riario
- Papa Leone X
- Papa Paolo III
- Cardinale Francesco Pisani
- Cardinale Alfonso Gesualdo di Conza
- Papa Clemente VIII
- Papa Paolo V
- Cardinale Scipione Caffarelli-Borghese
- Cardinale Francesco Sacrati
- Arcivescovo Giovanni Matteo Cariofilo